# Большое Займище (Вологодская область)
Большое Займище — деревня в Грязовецком районе Вологодской области России.
Входит в состав Перцевского муниципального образования (с 1 января 2006 года по 9 апреля 2009 года входила во Фроловское муниципальное образование), с точки зрения административно-территориального деления — во Фроловский сельсовет.
Расстояние до районного центра Грязовца по автодороге — 31 км, до центра муниципального образования Слободы по прямой — 16 км. Ближайшие населённые пункты — Курочкино, Фрол, Малое Займище.
По переписи 2002 года население — 30 человек (14 мужчин, 16 женщин). Всё население — русские.